# Thenia
Thenia (în arabă الثنية) este o comună din provincia Béjaïa, Algeria.
Populația comunei este de 21.439 de locuitori (2008).